# De Bleekweide (televisieserie)
De Bleekweide is een Vlaams televisieprogramma van Woestijnvis, genoemd naar het gelijknamige begeleidingscentrum, dat wordt uitgezonden op Eén. In het programma volgt Annemie Struyf jongeren in behandeling in het opleidings- en therapiecentrum De Bleekweide in Gent. Hierin volgt ze de therapiesessies van de jongeren, die te maken hebben gehad met het overlijden van een van hun ouders, een (v)echtscheiding, gepest worden op school, misbruik, zelfdoding of een andere traumatische ervaring.
Het programma werd oorspronkelijk gemaakt voor de commerciële zender VIER, maar werd door het vertrek van Annemie Struyf naar de VRT verkocht aan Eén. De onderbreking door reclame zou aan de basis van deze beslissing gelegen hebben.

## Afleveringen
De Bleekweide zou oorspronkelijk uitgezonden worden van 10 februari 2013 tot 7 april 2013 op Eén.  Er werd echter beslist om een gevoelige aflevering te schrappen, waardoor de reeks op 31 maart eindigde.
| Nr | Eerste uitzending | Jongeren met een probleem                                                                      | Kijkcijfers      |
| -- | ----------------- | ---------------------------------------------------------------------------------------------- | ---------------- |
| 1  | 10 februari 2013  | Julie (10), echtscheiding van haar ouders                                                      | 880.444 (39,88%) |
| 2  | 17 februari 2013  | Thibault (13), zelfdoding van de zus                                                           | 730.145 (30,91%) |
| 3  | 24 februari 2013  | Lise (21), seksueel misbruik                                                                   | 782.552 (32,21%) |
| 4  | 3 maart 2013      | Lise (21), seksueel misbruik                                                                   | 705.107 (30,43%) |
| 5  | 10 maart 2013     | Eline (13), Laure (12) en Karen (10), gemis van overleden familieleden en familiale conflicten | 645.753 (27,14%) |
| 6  | 17 maart 2013     | Robbert (18), verlamd na ongeval                                                               | 583.646 (26,78%) |
| 7  | 24 maart 2013     | Nimue (9) en Elias (8), verwerking vaders zelfmoord                                            | 437.782          |
| 8  | 31 maart 2013     | Sander (22), angststoornis                                                                     | Onbekend         |